# Malu (gmina Godeni)
Malu – wieś w Rumunii, w okręgu Ardżesz, w gminie Godeni. W 2011 roku liczyła 335 mieszkańców.